# Herbert Görtz
Herbert Görtz (* 1955 in Aachen) ist ein deutscher Dirigent und Direktor  der Abteilung Aachen der Hochschule für Musik und Tanz Köln.

## Leben und Wirken
Seine Laufbahn als Musiker begann Herbert Görtz bereits als Sängerknabe im Aachener Domchor. Nach seinem Abitur am Aachener Kaiser-Karls-Gymnasium studierte er später an den Musikhochschulen in Köln und Salzburg mit dem Schwerpunkt Dirigat, welches er mit Auszeichnung abschloss. Anschließend wurde er als Assistent beim Bundesjugendorchester und beim Beethoven Orchester Bonn eingestellt. Es folgten Engagements als Kapellmeister am Theater Oberhausen und am Staatstheater Braunschweig sowie als stellvertretender Generalmusikdirektor in Münster. Er übernahm weitere befristete Einsätze oder Gastauftritte im In- und Ausland, unter anderem in Italien, Polen, Niederlande, Belgien, Frankreich, Österreich und der Ukraine, und ferner Gala- und Liederabende beispielsweise mit Gundula Janowitz, Siegfried Jerusalem, Hermann Prey, Anne Schwanewilms und Iris Vermillion. Herbert Görtz leitete dabei als Dirigent mehr als 1000 Aufführungen in den Bereichen Oper, Operette, Musical, Ballett und Kinderoper und arbeitete hierbei mit namhaften Regisseuren wie beispielsweise Willy Decker, Dominique Mentha und Gert Westphal zusammen. Sein Repertoire umfasst bedeutende Werke aus allen Epochen und mit den unterschiedlichsten Zusammensetzungen; vom gregorianischen Gesang bis zur Neuen Musik.
Im Jahr 1993 folgte Görtz einem Ruf an die Hochschule für Musik und Tanz Köln, die ihn als Professor für Orchester-, Chor- und Ensembleleitung der Abteilung Aachen einsetzte. Wenige Jahre später übernahm er hier auch noch die musikalische Leitung des hochschuleigenen Sinfonieorchesters und in Kooperation mit dem Theater Aachen die musikalische Leitung der Opernschule. Von 2001 bis 2005 wurde Herbert Görtz zum Dekan gewählt und schließlich 2009 zum geschäftsführenden Direktor des Aachener Standortes der Kölner Musikhochschule ernannt. Dieses Amt hatte er bis 2019 inne. Mit dem Ende des Sommersemesters 2022 ging Görtz in den regulären Ruhestand.
Einer der Schwerpunkte von Herbert Görtz ist die Nachwuchsförderung mittels musikpädagogischer Programme und Kinderkonzerten sowie die Öffnung und Darstellung der Musikhochschule für ein breites interessiertes Publikum. Hierzu gehören ebenso die für jedermann frei zugänglichen Klassenvorspiele der verschiedenen Gesangs- und Instrumentalklassen als auch Auftritte mit den Hochschulmusikern außerhalb der eigenen Anlagen in der gesamten Städteregion Aachens.
Darüber hinaus ist Herbert Görtz seit 2005 Vorsitzender des Vereins der „Freunde der Aachener Dommusik“.